# Kyle Broflovski
Kyle Broflovski es un personaje ficticio de la serie animada estadounidense South Park, fue creado por Trey Parker y Matt Stone y apareció por primera vez como un prototipo en un corto animado llamado The Spirit of Christmas: Jesus vs. Frosty (1992). Más tarde, debutó oficialmente en el episodio Cartman Gets an Anal Probe (1997). Kyle es uno de los personajes principales de la serie, junto con Stan Marsh, Kenny McCormick y Eric Cartman. El cocreador Matt Stone ha afirmado que Kyle está basado en él cuando era más joven. De hecho, el apellido Broflovski está basado en el apellido de sus padres (Broflovski). 
Kyle comúnmente tiene experiencias extraordinarias que no son típicas de la vida de un pueblo pequeño convencional en su ciudad ficticia de South Park, Colorado. Kyle se distingue como uno de los pocos niños judíos en el programa, y debido a esto, a menudo se siente como un forastero entre el grupo principal de personajes. Su representación en este papel a menudo se trata de manera satírica, y ha obtenido tanto elogios como críticas de los espectadores judíos.

## Caracterización

### Descripción
Kyle es un niño de 10 años y estudiante de primaria. Usa ropa de invierno, que consiste en una ushanka color verde, una chaqueta naranja con bolsillos al frente, pantalones verde oscuro y guantes verdes. Casi nunca es visto sin su gorro, pero se puede ver que tiene un peinado tipo afro y pelirrojo. Sufrió de diabetes durante un tiempo muy corto hasta que se le trasplantó un riñón de Eric Cartman, que se le extrajo mediante el engaño de sus otros amigos.
La frase más famosa de Kyle es el grito "¡Hijos de puta!" (en el primer doblaje de México decía "mondrigos") después de la frase de Stan "¡Oh Dios mío, mataron a Kenny!". También en un episodio él mismo asesina a Kenny y dice ¡Oh Dios Mío, maté a Kenny!, ¡Hijo de Puta! .que es similar al clásico "pequeño demonio" (en la segunda película también decía "mondrigo") de Homer Simpson medio segundo antes de estrangular a Bart. Otra de sus expresiones famosas figura el tradicional "¿Listo Ike?, patea al bebé", precedido de Ike diciendo "No patea al bebé" y Kyle le responde diciendo "¡patea al bebé!" y pateando a Ike mandándolo a volar (literalmente).
La primera vez que Kyle se enamoró fue, de una chica llamada Rebecca (conectada al "mono de la fonética"). Con ella se mostró muy cariñoso, diciéndole cosas como "que sea ella misma". Esto le abre la mente a Rebecca, causando que ella vista y actúe como se le suele decir "como una zorra", incluso ella toma a algunos chicos y les roba un beso. Rebecca no vuelve a aparecer en la serie luego de este episodio. En otro capítulo, se enamora de la maestra sustituta, al igual que los otros chicos, pero esta resulta enviada al sol por Wendy. Además, Chef les cuenta a los chicos de que la maestra es lesbiana. En el capítulo "Cartman Finds Love", Kyle se ve interesado en la nueva alumna Nichole Daniels, lo cual era correspondido. Nunca llegaron a ser algo debido a que Cartman estaba haciendo todo lo que podía para que Nichole saliera con Token, incluso llegando a encerrarlos juntos por toda una noche en la escuela y decirle a Nichole de que él y Kyle tienen una relación amorosa, lo que hace que ella y otras chicas inviten a Kyle a salir de compras y cosas así, y que Kyle crea que todas las niñas sienten algo por él. Al final Kyle se entera de la verdad, invita a Nichole a ver un partido de baloncesto, pero en eso Cartman interrumpe y canta una parodia de "I Swear", causando de que Nichole y Token se reconciliaran y que Kyle se enoje como nunca. En la temporada 19 capítulo 10, Kyle se enamora de Leslie a la cual protegía del PC Principal. Más tarde, en la temporada 21, Kyle sale por un rato con la en ese momento novia de Eric, Heidi Turner. No llegan demasiado lejos, ya que Heidi regresa con Cartman. A pesar de que Kyle no le va muy bien con las chicas, se ha visto que no le molesta en lo absoluto y que a pesar de las múltiples cosas malas que Cartman le ha hecho y las innumerables peleas que han tenido, ambos tienen una relación única de amor-odio, ya que Kyle demuestra ser una persona o individuo listo y sagaz defensor de los derechos y buen amigo y Cartman es todo lo contrario.
Kyle es el más listo de los cuatro protagonistas pero es más ingenuo que Stan. Su más cercano amigo del grupo es Stan Marsh. Kyle y su hermano menor adoptivo, Ike Broflovski, son los únicos niños judíos en el pueblo, aunque en el primer episodio de la serie aparece un niño con kipá, que afirma que su papá es un abogado. Kyle es frecuentemente objeto de burla debido a que es Judío. A diferencia de su mejor amigo Stan, Kyle es más precavido y tiende a involucrarse menos en situaciones peligrosas. A veces muestra mejores valores morales que el resto de sus amigos, tiene una obsesión por la higiene y fobia a la orina. Por ser el único niño judío (además de su hermano menor), Kyle es frecuentemente objeto de los insultos de Eric Cartman, ya que este último es antisemita. Sin embargo, Kyle parece no tener miedo de enfrentarse a Cartman y lo ha atacado en repetidas ocasiones. Cuando Cartman y Kyle discuten, usualmente Kyle es el ganador del argumento, aunque ha habido excepciones. A pesar de su aparente odio hacia Cartman, Kyle aún lo considera un amigo de cierta forma. De hecho, es el optimismo idealista de Kyle el que demuestra que en todas las personas hay un lado bueno, incluso en Cartman. Casualmente es el primero en descubrir los planes de Cartman para engañar a las personas o ganar dinero aunque nadie lo ve de esa manera y le trae varios problemas sociales. Kyle ha salvado la ciudad y a sus amigos en muchas ocasiones junto a Stan, generalmente uno de ellos o ambos dicen una reflexión al final del episodio, pero los adultos pocas veces se toman esto en serio.

### Familia
Su madre, Sheila, es muy sobreprotectora y exagera todos los problemas cada vez que su hijo se ve "amenazado" por ellos. Instigó una guerra entre Estados Unidos y Canadá en la película South Park: Más grande, más largo y sin cortes por la indignación que le causó la extremadamente escatológica película de los canadienses Terrance y Phillip.
Su hermano menor Ike es canadiense, cuando se dio cuenta de ello, Kyle no lo aceptó, pero luego llegó a apreciarlo. Su padre, Gerald es un abogado, aunque en un capítulo quiso ser un delfín. Kyle asegura que a pesar de la profesión de su padre, su familia no es tan rica como la familia de Token Black, cuyo padre es también un abogado.